# Exército Mujahidin
Jaish al-Mujahideen (também Exército Mujahideen ou Exército Mujahidin) foi um grupo militante sunita no Iraque. O grupo surgiu pela primeira vez no final de 2004.  O Exército Mujahideen é um dos membros fundadores da Frente de Reforma e Jihad, bem como membro do Conselho Político para a Resistência Iraquiana (PCIR).
O Exército Mujahideen recebeu o crédito por vários ataques contra as forças estadunidenses no Iraque.
Pouco se sabe publicamente sobre sua estrutura de comando e sua liderança. Em outubro de 2005, os militares estadunidenses anunciaram que haviam capturado Ahmad Ni'mah Khudayyir Abbas (também conhecido como Abu Shihab), um "tenente e chefe de propaganda" do grupo no distrito de Abu Ghraib, a oeste de Bagdá.

## Ideologia
De natureza religiosa, o Exército Mujahideen assume um tom mais nacionalista em sua retórica. Acredita-se que o grupo militante tenha uma ideologia semelhante à do grupo insurgente iraquiano Exército Islâmico no Iraque. 
Em maio de 2006, o Exército de Mujahideen divulgou uma declaração condenando os combates étnicos e sectários do Iraque e exortou os iraquianos a trabalhar "com um senso de responsabilidade nacional e religiosa para o bem das gerações futuras". 
No final de janeiro de 2006, o Exército Mujahideen emitiu um comunicado pedindo ataques contra a Dinamarca e a Noruega, em resposta à publicação de cartuns retratando o profeta islâmico Maomé em vários jornais dinamarqueses. 
Também ameaçou lançar ataques após comentários polêmicos feitos pelo Papa Bento XVI em setembro de 2006, anunciando sua intenção de "destruir sua cruz no coração de Roma ... e atingir o Vaticano." 
O Exército Mujahideen também adotou medida inédita de apelar diretamente ao público norte-americano por meio de vários vídeos em inglês supostamente produzidos e distribuídos pelo grupo. 